# London Grammar
London Grammar es un trío británico de indie pop formado en Nottingham en 2009 por Hannah Reid, Dot Major y Dan Rothman. Su EP debut Metal & Dust fue lanzado en febrero de 2013 por Metal & Dust Recordings, mientras que su álbum debut If You Wait fue lanzado el 9 de septiembre de 2013. El álbum alcanzó el número dos en la UK Albums Chart de Reino Unido, donde consiguió doble disco de platino. Sus siguientes álbumes de estudio, Truth is a Beautiful Thing, lanzado en 2017, y Californian Soil, en 2021, alcanzaron sendos números uno en Reino Unido.

## Historia

### Formación y primeros años (2009-2012)
La vocalista Hannah Reid y el guitarrista Dan Rothman, naturales de Londres. se conocieron en la residencia de estudiantes durante su primer año en la Universidad de Nottingham, en 2009. Rothman vio una foto de Reid en Facebook con una guitarra y le envió un mensaje para ver si quería tocar con él El multinstrumentista Dot Major (teclado, yembé, batería), natural de Northampton, se incorporó un año más tarde, tras ser presentado a la banda por la novia de Rothman Escogieron su nombre en referencia a la ciudad de Londres, no solo por ser su ciudad de origen, sino que "Londres es tan internacional y multicultural que parece de algún modo un nombre muy universal".
Tras completar sus estudios en 2010, la banda se trasladó a Londres para progresar en su carrera musical, donde comenzaron a tocar en bares locales. Esto despertó la atención de varios cazatalentos, y pronto firmaron con la discográfica independiente Ministry of Sound. El 12 de noviembre de 2012, el trío publicó su primer sencillo "Hey Now" en YouTube, recibiendo cientos de miles de visitas en pocos meses.

### If You Wait(2013-2016)
Su primer EP, Metal & Dust, fue lanzado en febrero de 2013, alcanzando el top 5 de la lista de iTunes Australia. Su sencillo "Wasting My Young Years" fue publicado en junio de 2013, posicionándose en el número 31 en la lista de sencillos del Reino Unido. El grupo también apareció en el álbum Settle de la banda de garage house Disclosure, colaborando en el tema "Help Me Lose My Mind". London Grammar ha grabado dos sesiones en directo para la BBC Radio 1, y durante el 2013 tocaron en diez festivales europeos. En septiembre de 2013, Reid fue objeto de una polémica por un tuit del programa de radio matutino de la BBC Radio 1 Breakfast Show, el cual fue criticado por sexismo. El programa pidió perdón, mientras que la banda decidió "quedarse al margen".
El 9 de septiembre de 2013, lanzaron su álbum debut, If You Wait, el cual alcanzó el número dos en ventas en el Reino Unido y Australia, así como el número 11 en Francia, número 13 en Irlanda y número 22 en Nueva Zelanda. La banda firmó con la discográfica Columbia Records en Estados Unidos.
El 13 de enero de 2014, la banda tocó los temas "Strong" y "Wasting My Young Years" en el show de Jimmy Fallon, lo cual significó su debut en la televisión estadounidense. Durante el año 2014 obtuvieron un Premio Ivor Novello en la categoría de Mejor Canción en Música y Letra por el tema "Strong", así como dos premios AIM de música independiente. La firma de moda francesa Dior usó un remix su tema "Hey Now" en una campaña publicitaria.
Tras la compra del sello Ministry of Sound por parte de Sony Music, el catálogo de London Grammar continuó siendo distribuido por Universal Music Group en la mayor parte del mundo y por Because Music en Francia.

### Truth Is a Beautiful Thing (2017-2019)
En enero de 2017, la banda presentó como avance de su segundo disco la canción "Rooting For You", siendo su primera novedad tras el lanzamiento de su álbum debut en 2013. En febrero, compartieron el segundo sencillo "Big Picture" a través de su página de Facebook. Estos sencillos forman parte de su segundo álbum de estudio, Truth Is a Beautiful Thing, para el cual el grupo trabajó con los productores Paul Epworth, Greg Kurstin y Jon Hopkins. Se publicó el 9 de junio de 2017 a través de Metal & Dust y Ministry of Sound, y alcanzó el número uno en ventas en el Reino Unido.
Durante el otoño de 2017, la versión de la banda del tema de Chris Isaak "Wicked Game" apareció en el trailer de la serie de la BBC Peaky Blinders.
En junio de 2019, London Grammar colaboró con el músico australiano Flume en su tema "Let You Know".

### Californian Soil (2020-presente)
Los temas "Baby It's You", lanzado en agosto de 2020, y "Californian Soil", en octubre, fueron adelantos de su tercer álbum de estudio, también llamado Californian Soil, publicado el 16 de abril de 2021. Este lanzamiento estuvo acompañado de una actuación en directo en YouTube. London Grammar fueron nominados a "Mejor Grupo" en los BritAwards 2022.

## Estilo musical
La música de London Grammar ha sido descrita como "una mezcla de sonidos ambientales, etéreos y clásicos", con guitarras melancólicas, voces profundas, letras quejumbrosas y a menudo influencias del trip-hop y el dance. La poderosa voz de Hannah Reid, protagonista en todos los temas de la banda, es comparada a menudo con la de Florence Welch. Las canciones son un mérito colectivo como explica Reid: "Yo escribo las letras y las melodías. Pero las canciones salen de los tres. Dot escribe la parte del piano o la partitura. Dan añade la guitarra". Reid describe las canciones como "afectadas emocionalmente" ya que sus letras, primordialmente autobiográficas, tratan sobre "personas que entran y salen de mi vida." La canción "Wasting My Young Years", que cuenta con más de 55 millones de visitas en YouTube, fue escrita sobre su exnovio.

## Discografía

### Álbumes
| Título                     | Datos del álbum | Mejores posiciones en listas | Mejores posiciones en listas | Mejores posiciones en listas | Mejores posiciones en listas | Mejores posiciones en listas | Mejores posiciones en listas | Mejores posiciones en listas | Certificación                                              |
| Título                     | Datos del álbum | GBR                          | AUS                          | ESC                          | EUA                          | FRA                          | IRL                          | NZ                           | Certificación                                              |
| -------------------------- | --- | ---------------------------- | ---------------------------- | ---------------------------- | ---------------------------- | ---------------------------- | ---------------------------- | ---------------------------- | ---------------------------------------------------------- |
| If You Wait                | - Lanzamiento: 9 de septiembre de 2013 - Discográfica: Metal & Dust Recordings - Formatos: CD, descarga digital, vinilo                | 2                            | 2                            | 2                            | 91                           | 11                           | 13                           | 22                           | - ALE: Oro - AUS: Platino - GBR: 2× Platino - BEL: Platino |
| Truth Is a Beautiful Thing | - Lanzamiento: 9 de junio de 2017 - Discográfica: Metal & Dust Recordings, Ministry of Sound - Formatos: CD, descarga digital, vinilo  | 1                            | 3                            | 1                            | 129                          | 2                            | 3                            | 10                           | - GBR: Oro - FRA: Oro - BEL: Oro                           |
| Californian Soil           | - Lanzamiento: 16 de abril de 2021 - Discográfica: Metal & Dust Recordings, Ministry of Sound - Formatos: CD, descarga digital, vinilo | 1                            | 1                            | 1                            | —                            | 3                            | 2                            | —                            |                                                            |
| The Greatest Love          | - Lanzamiento: 2024 |                              |                              |                              |                              |                              |                              |                              |                                                            |

### EP
| Título       | Datos del álbum                                                                                          |
| ------------ | --- |
| Metal & Dust | - Lanzamiento: 25 de febrero de 2013 - Discográfica: Metal & Dust Recordings - Formato: Descarga digital |

### Sencillos
| Año  | Título                       | Mejor posición en listas | Mejor posición en listas | Mejor posición en listas | Mejor posición en listas | Mejor posición en listas | Mejor posición en listas | Mejor posición en listas | Mejor posición en listas | Mejor posición en listas | Certificaciones                                                | Álbum                      |
| Año  | Título                       | GBR                      | ALE                      | AUS                      | BEL (Val)                | ESC                      | FRA                      | IRL                      | NZ                       | SUI                      | Certificaciones                                                | Álbum                      |
| ---- | ---------------------------- | ------------------------ | ------------------------ | ------------------------ | ------------------------ | ------------------------ | ------------------------ | ------------------------ | ------------------------ | ------------------------ | -------------------------------------------------------------- | -------------------------- |
| 2013 | «Metal & Dust»               | 105                      | —                        | —                        | —                        | —                        | —                        | —                        | —                        | —                        |                                                                | If You Wait                |
| 2013 | «Wasting My Young Years»     | 31                       | —                        | 62                       | 4                        | 34                       | 2                        | —                        | —                        | 11                       |                                                                | If You Wait                |
| 2013 | «Strong»                     | 16                       | 28                       | 4                        | 6                        | 16                       | 60                       | 20                       | 11                       | 32                       | - GBR: Plata - ALE: Oro - AUS: 2× Platino - BEL: Oro - NZ: Oro | If You Wait                |
| 2013 | «Nightcall»                  | 53                       | —                        | —                        | 46                       | —                        | 59                       | —                        | —                        | —                        |                                                                | If You Wait                |
| 2014 | «Hey Now»                    | 37                       | —                        | —                        | 69                       | 37                       | 45                       | —                        | —                        | —                        | - GBR: Plata                                                   | If You Wait                |
| 2014 | «Sights»                     | —                        | —                        | —                        | —                        | —                        | —                        | —                        | —                        | —                        |                                                                | If You Wait                |
| 2014 | «If You Wait»                | —                        | —                        | —                        | —                        | —                        | —                        | —                        | —                        | —                        |                                                                | If You Wait                |
| 2017 | «Rooting for You»            | 58                       | —                        | —                        | 93                       | 45                       | 55                       | —                        | —                        | —                        |                                                                | Truth Is a Beautiful Thing |
| 2017 | «Big Picture»                | 73                       | —                        | —                        | —                        | 36                       | 31                       | —                        | —                        | —                        |                                                                | Truth Is a Beautiful Thing |
| 2017 | «Truth Is a Beautiful Thing» | —                        | —                        | —                        | —                        | 55                       | 40                       | —                        | —                        | —                        |                                                                | Truth Is a Beautiful Thing |
| 2020 | «Baby It's You»              | 80                       | —                        | —                        | —                        | —                        | —                        | —                        | —                        | —                        |                                                                | Californian Soil           |
| 2020 | «Californian Soil»           | —                        | —                        | —                        | —                        | —                        | —                        | —                        | —                        | —                        |                                                                | Californian Soil           |
| 2021 | «Lose Your Head»             | —                        | —                        | —                        | —                        | —                        | —                        | —                        | —                        | —                        |                                                                | Californian Soil           |
| 2021 | «How Does It Feel»           | —                        | —                        | —                        | —                        | —                        | —                        | —                        | —                        | —                        |                                                                | Californian Soil           |
| 2021 | «Lord It's A Feeling»        | —                        | —                        | —                        | —                        | —                        | —                        | —                        | —                        | —                        |                                                                | Californian Soil           |

#### Colaborando con otros artistas
| Año  | Título                                                 | Mejor posición | Mejor posición | Mejor posición | Álbum  |
| Año  | Título                                                 | GBR            | IRL            | AUS            | Álbum  |
| ---- | ------------------------------------------------------ | -------------- | -------------- | -------------- | ------ |
| 2013 | «Help Me Lose My Mind» (Disclosure con London Grammar) | 56             | 97             | —              | Settle |
| 2019 | «Let You Know» (Flume con London Grammar)              | —              | —              | 31             | —      |